# Uść
Uść – wieś w Polsce położona w województwie kujawsko-pomorskim, w powiecie chełmińskim, w gminie Chełmno.
W latach 1975–1998 miejscowość należała administracyjnie do województwa toruńskiego.

## Historia
Wieś związana była historycznie z ziemią chełmińską na Pomorzu Nadwiślańskim. Ma metrykę średniowieczną i istnieje co najmniej od pierwszej połowy XIII wieku. Wymieniona została po raz pierwszy w łacińskim w dokumencie z 1222 jako "Vniche", 1251 "Ust, Usc", 1452 "Hutascz vulgo Uscin, Awczigk".
Miejscowość została założona na prawie polskim i była początkowo własnością książęcą, a później kościelną. W 1222 książę mazowiecki Konrad I nadał biskupowi Chrystianowi wieś Uść we władztwie chełmińskim. W 1251 wspomniano, że wieś graniczyła z posiadłościami miasta Chełmna.
W 1226 po sprowadzeniu przez księcia Konrada I mazowieckiego na Mazowsze zakonu krzyżackiego tereny, na których leży miejscowość w XIII-XV wieku znalazły się we władaniu krzyżaków. W 1359 ponownie lokowano miejscowość zmieniając prawo polskie na prawo chełmińskie. W 1466 na mocy traktatu toruńskiego podpisanego po zakończonej wojny trzynastoletniej toczonej pomiędzy państwem zakonu krzyżackiego, a Koroną Królestwa Polskiego miejscowość została właczona do Korony.
W 1452 wieś nadana została szpitalowi św. Ducha w Chełmnie w zamian za 12 łanów w Kijewie Królewskim. W 1516 Hugo ze Smoląga otrzymał od biskupa chełmińskiego Jana Konopackiego w drodze zamiany folwark Uście koło Chełmna. W XVI wieku miejscowość była własnością szlachecką leżącą w powiecie chełmińskim Województwa chełmińskiego Korony Królestwa Polskiego i leżała w parafii Chełmno w Rzeczypospolitej Obojga Narodów.
Wskutek I rozbioru Polski w 1772, miejscowość przeszła pod władanie Prus i jak cała ziemia chełmińska znalazła się w zaborze pruskim.